# Vennevoll Station
Vennevoll Station (Vennevoll holdeplass) var en jernbanestation, der lå i Vennevoll i Østre Toten kommune på Skreiabanen i Norge. Stationen blev åbnet 20. juni 1929 som et af fem nye trinbrætter, da Skreiabanen blev omstillet til drift med motorvogne. Den blev standset efter behov, indtil persontrafikken på banen blev indstillet 15. september 1963. Skreiabanen som sådan blev nedlagt formelt 1. februar 1988.
Stationen lå mellem Bilitt og Skreia, 20,46 km fra banens udgangspunkt, Reinsvoll Station. Sporene ved stationen blev taget op lige efter nedlæggelsen i 1988.